# Uffici pubblici della Repubblica di San Marino
Gli Uffici di Stato della Repubblica di San Marino sono i seguenti:
- Ufficio affissione e duplicazioni - Borgo Maggiore
- Ufficio contabilità di Stato - San Marino città
- Ufficio di gestione patrimoniale - Valdragone
- Ufficio gestione risorse ambientali e agricole - Borgo Maggiore
- Ufficio Giunte di Castello - Cailungo
- Ufficio industria artigianato e commercio - San Marino città
- Ufficio del lavoro - Borgo Maggiore
- Ufficio del personale - Borgo Maggiore
- Ufficio progettazione - San Marino città
- Ufficio programmazione economica e centro elaborazione dati e statistica - Borgo Maggiore
- Ufficio registro automezzi - Murata
- Ufficio relazioni con il pubblico - San Marino città
- Ufficio spedizioni - San Marino città
- Ufficio stampa del Congresso di Stato - San Marino città
- Ufficio di stato civile servizi demografici ed elettorali - Borgo Maggiore
- Ufficio tecnico del catasto - San Marino città
- Ufficio tributario - Borgo Maggiore
- Ufficio del turismo - San Marino città
- Ufficio urbanistica - San Marino città